# 洛阳镇 (随州市)
洛阳镇，是中华人民共和国湖北省随州市曾都区下辖的一个乡镇级行政单位。

## 行政区划
洛阳镇下辖以下地区：
怡和路社区、街道社区、骆家畈村、黄金堂村、金鸡岭村、邱畈村、小岭冲村、易家湾村、君子山村、王家桥村、珍宝山村、九口堰村、张畈村、龚店村、胡家河村、永兴村、同兴村和揭家垅村。